# Чокракское озеро
Чокра́кское о́зеро (также Чокра́к, Миси́р; укр. Чокрацьке озеро, крымскотат. Çoqraq gölü, Чокъракъ голю) — солёное озеро, расположенное на востоке Крыма, на севере Керченского полуострова, недалеко от села Курортное, к югу от мыса Богатубе. Площадь зеркала озера — 8,5 км², водосборного бассейна — 74 км², длина — 4,1 км, средняя ширина — 1,9 км, наибольшая — 3,6 км, средняя глубина — 0,85 м, наибольшая — 1,5 м. В прошлом — залив Азовского моря.
Является частью гидрологического заказника регионального значения Озеро Чокрак, созданного 21 декабря 2011 года с общей площадью 1 015,3 га. Чокракское — одно из 6 озёр Крыма (другие — Ачи, Бакальское, Малое Элькинское, Кояшское, Сасык), которое входит в состав природоохранного объекта.

## Этимология
Название Чокрак в переводе с крымскотатарского (çoqraq, чокъракъ) означает «родник».

## География
Озеро занимает котловину шириной около 3-4 км, имеет овальную форму, окружено возвышенностями высотой около 100 метров. Северная часть отделена от бухты Морской пехоты Азовского моря пересыпью. 
К востоку от Чокрака расположен населённый пункт Курортное (Мама́ Русская), к западу — Караларский ландшафтный парк. Возле озера находятся песчаные пляжи.
Озеро питается подземными сероводородными лечебными источниками (а также морскими водами). В озеро впадают маловодные балки: Бабчикская и Чумная с юга, Кезинская (или Чокракская) — с востока, Мысырская — с запада. Есть источник питьевой минеральной воды.
Рапа и грязь Чокрака полезны для лечения множества заболеваний связанных с опорно-двигательной системой, гинекологией, урологией, заболеваниями нервной системы.

На восточном берегу озера находится стратотип (эталонный разрез) чокракского региоряуса неогеновой системы Восточного Паратетиса. Стратотип описан в 1884 году русским геологом Н. И. Андрусовым.

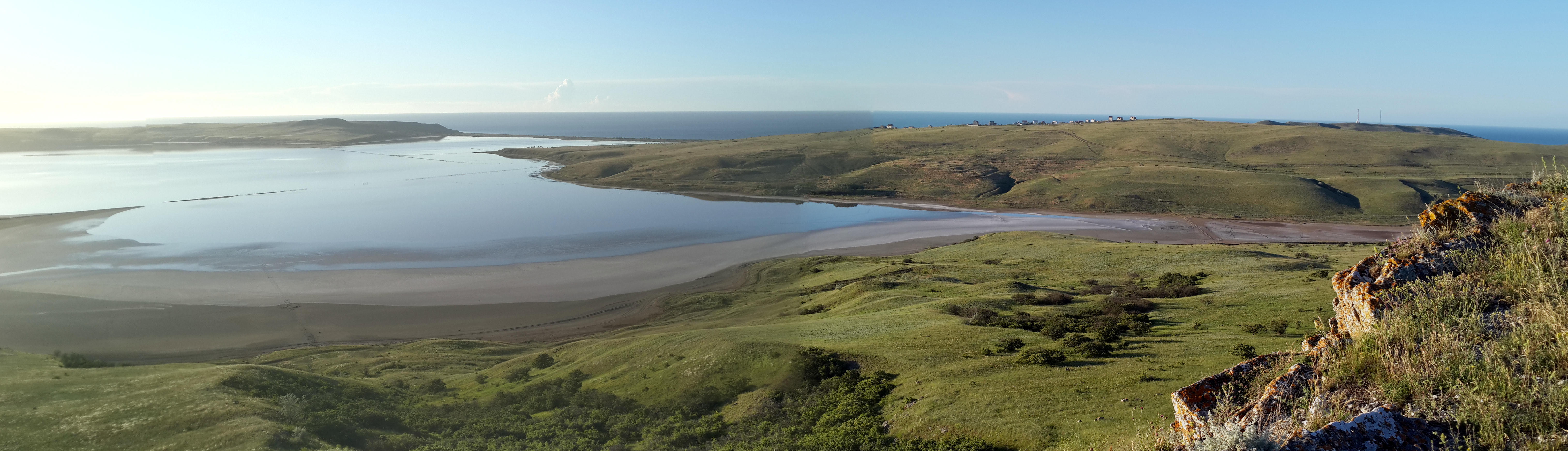
Вид с вершины Ташкалак на озеро Чокрак и Азовское море

## История
На восточном берегу озера, у бывшей деревни Мама Татарская, с 1849 года по 1939 год действовала грязелечебница.
 После революции и до Великой Отечественной войны на Чокраке действовал солевой промысел.
На горе Ташкалак непосредственно к востоку от озера велась добыча пильного камня-известняка в Ташкалакских каменоломнях.
Во время Великой Отечественной войны в ходе Керченско-Феодосийской десантной операции 26 декабря 1941 года в условиях пурги и сильного мороза на мыс Зюк и прилегающий берег пересыпи между морем и озером Чокрак, который в настоящее время носит название бухта Морской пехоты происходила высадка сил 83-й бригады морской пехоты под командой военного комиссара 1 батальона старшего политрука И. А. Тесленко. Десантники вошли в рыбацкий посёлок Мама Русская (ныне Курортное).
В ходе Керченско-Эльтигенской десантной операции в 1943 году на северном, главном, направлении действовала советская 56-я армия которой противостояли силы немецкого 5-го армейского корпуса. После первоначально успеха продвижение советских войск приостановилось на линии предместья Керчи (левый фланг) — берег Азовского моря, озеро Чокрак (правый фланг). Плацдарм существовал до начала Крымской операции 1944 года.